# Trosly-Breuil
Trosly-Breuil település Franciaországban, Oise megyében. Lakosainak száma 2024 fő (2022. január 1.). Trosly-Breuil Berneuil-sur-Aisne, Compiègne, Cuise-la-Motte, Rethondes és Vieux-Moulin községekkel határos.

## Népesség
A település népessége az elmúlt években az alábbi módon változott:
| Lakosok száma | 2107 | 2096 | 2141 | 2081 | 2072 | 2063 | 2050 | 2035 | 2024 |
|               | 2013 | 2015 | 2016 | 2017 | 2018 | 2019 | 2020 | 2021 | 2022 |